# قاسم‌آباد کوچک
قاسم‌آباد کوچک، روستایی از توابع بخش تنکمان شهرستان نظرآباد در استان البرز ایران است.
این روستا در جنوب روستای قاسم آباد بزرگ و غرب روستای ایقربلاغ و شمال روستای فیروز آباد واقع است.
افراد این روستا بیشتر به دامداری و کشاورزی مشغولند.
عمده محصولات کشاورزی این روستا آلبالو، سیب، انواع شلیل ، انواع آلو ، هلو و قارچ می باشد.

## جمعیت
این روستا در دهستان تنکمان شمالی قرار دارد و براساس سرشماری مرکز آمار ایران در سال ۱۳۸۵، جمعیت آن ۱٬۲۷۵ نفر (۳۱۳خانوار) بوده‌است.